# Charles-Étienne Jordan
Charles-Étienne Jordan, né le 27 août 1700 à Berlin où il est mort le 24 mai 1745, est un auteur et bibliothécaire allemand, conseiller et confident de Frédéric le Grand.

### Prédicateur
Troisième fils d’émigrés huguenots originaires du Dauphiné établis en Prusse, Jordan alla compléter ses études classiques au gymnase de Magdebourg, sous la direction de son oncle. Son père, trompé sur sa vocation par la grande passion qu’il manifestait pour la lecture, passion qui ne s’arrêtait même pas au seuil de la scolastique, voulut le destiner à la théologie et l’envoya, en 1719, suivre les cours de l’académie de Genève. Jordan quitta néanmoins bientôt Genève pour se rendre à Lausanne après une suspension de trois mois « de toutes ses fonctions honoraires et académiques » pour avoir frappé un de ses condisciples dans le temple même, mais il n’y fit qu’un court séjour puisqu'en 1721, il était de retour à Berlin, où il poursuivit ses études théologiques, plus par déférence pour son père que par inclination personnelle. Ayant reçu la consécration en 1725, il accepta la direction spirituelle de la petite église de Potzlow, dans l’Uckermark. Deux ans après, il passa au service de l’église de Prenzlau, capitale de la province et, la même année, il se maria avec Suzanne Perrault, dont il devait avoir deux filles. Durant ces années, il a publié, entre autres, une étude en latin sur Giordano Bruno et une collection d’écrits sur la littérature, la philosophie et l’histoire, mais son bonheur conjugal devait être de courte durée car, en 1732, il se retrouva veuf. La douleur qu’il en ressentit lui rendit le séjour de Prenzlau insupportable. La dépression altéra rapidement sa santé et il décida de renoncer à la prédication.

### Voyageur
Retourné à Berlin, il y retrouva un peu de calme auprès de ses trois frères, qui rivalisèrent de soins et de prévenances pour le distraire. Sur leurs instances, il entreprit un voyage et employa une partie de l’année 1733 à visiter la France, l’Angleterre et la Hollande, où florissaient les Lumières, y nouant des relations avec les savants, entretenant une correspondance avec les érudits contemporains. « Rentré dans son cabinet, écrit Formey dans son « Éloge », et débarrassé de toutes les occupations forcées de son genre de vie précédent pour lequel il n’avait ni gout, ni talent, il se livra à un penchant qui l’avait toujours dominé, la recherche sur la connaissance des livres, des auteurs, des éditions, et de toutes les anecdotes de ce genre. Rien, à cet égard, ne lui échappait ; et d’amples recueils qu’il avait compilés, font foi de son application. En particulier, celui qu’il avait intitulé Catalogue raisonné, était rempli d’une érudition fort variée. »

### Écrivain
Sa première tâche, après son retour à Berlin, fut de rédiger la relation de son voyage, qui parut en 1735 sous le titre d’Histoire d’un voyage littéraire fait en 1733 en France, en Angleterre et en Hollande. Il y relate notamment ses rencontres et ses échanges avec les écrivains et les philosophes, dont Voltaire. Cette publication fit connaitre Jordan au prince royal de Prusse qui, par l’intermédiaire de l’ancien ministre saxon Ernst Christoph von Manteuffel (de), l’appela auprès de lui. Jordan, qui avait passé un an à Francfort-sur-l’Oder auprès du baron de Knyphausen, renonça alors à l’éducation du jeune homme dont il s’était chargé, pour devenir secrétaire et conseiller littéraire du Prince, dans le château de Rheinsberg où l’avait confiné son père. Jordan y avait pour tâche la correction de la correspondance et des écrits en français du prince héritier, ainsi que la traduction en français d’un écrit du philosophe des Lumières estimé de Frédéric, Christian Wolff. Il y appartenait également au cercle radical intellectuel du Prince.

### Conseiller
Une étroite relation de confiance entre Frédéric et Jordan s’instaura bientôt. Sans être un des principaux agents des Lumières en Allemagne, Jordan était certainement le premier partenaire de discussion direct choisi par Frédéric, et il n’en joua pas moins un rôle discret mais efficace dans l’épanouissement des Lumières dans l’entourage de Frédéric II. L’intégration par Frédéric, en 1738, de la franc-maçonnerie à Brunswick, puis sa création de sa propre loge « de cour », la « Loge première », puis « Loge du Roi » à Rheinberg en 1739, a suscité la création par Jordan et le baron Bielefeld de la « loge de ville » « Aux Trois Globes » à Berlin, en 1740, à laquelle appartenaient quelques nobles du cercle d’amis le plus étroit du prince héritier.

### Réformateur
À son avènement au trône en 1740, Frédéric II lui témoigna son estime par toute sorte de marques de distinction : il le nomma conseiller privé du directoire français, curateur de toutes les académies de son royaume et le chargea spécialement de la réorganisation de l’Académie de Berlin. Jordan se montra digne de la confiance du monarque, avec toute une série de mesures : nouveaux règlements de police, abolition de la mendicité, division de la ville en quartiers et institution des postes de police d’après le modèle parisien pour améliorer la sécurité de la ville, amélioration des transports avec l’introduction des fiacres. En 1740, il était recteur de toutes les universités prussiennes ainsi que surintendant des orphelinats et des hôpitaux de Berlin. Il avait également institué à Berlin un hospice pour environ un millier de personnes au chômage ainsi qu’une maison de travail pour les mendiants valides, dont il eut la direction. Pendant son mandat à la cour de Frédéric, Jordan a également poursuivi ses propres travaux de recherche. Son souverain a acquis, à sa demande, la correspondance du mauriste acquis à la Réforme protestante, Veyssière de La Croze, que Jordan connaissait personnellement et considérait comme une sorte de professeur. Il commença même, à Rheinberg, une biographie de ce savant, publiant également un aperçu de ses lettres, dont Johann Ludwig Uhl publiera le texte en 3 volumes à Leipzig, de 1742 à 1746.

### Académicien
Au renouvellement de l’Académie des sciences et belles-lettres, en 1744, il reçut le titre de vice-président, poste où il aurait pu faire beaucoup plus sans sa mort prématurée. Le séjour de sa bibliothèque, point de rencontre entre philosophes français et allemands, rapporte Formey, avait toujours de grands attraits pour ce collectionneur passionné d’ouvrages interdits sur le socinianisme, au nombre desquels le Colloque de Jean Bodin, les Meditationes de Theodor Ludwig Lau (en), et l’État de l’homme d’Adrian Beverland (en) « mais les bontés du roi ne lui permettaient guère de s’y livrer, et une douce violence l’entrainait fréquemment à la suite de son maitre, même dans les glorieuses campagnes de la première guerre. Mais alors, comme pendant un séjour de quatre mois qu’il fit à Breslau, en 1741, il furetait toutes les bibliothèques, et cherchait soigneusement toutes les occasions de contenter son avidité littéraire. Une maladie longue, douloureuse, incurable, qui a mis sa patience à forte épreuve troubla seule le bonheur dont il jouissait, mais les soins empressés de l’amitié adoucirent au moins ses souffrances. Le roi lui-même lui donna, pendant toute sa maladie, des preuves de la plus touchante affection. Frédéric lui fit élever un monument en marbre avec cette épitaphe : « Cy gît Jordan l’ami des Muses et du Roi. » Dans l’« Éloge » qu’il voulut lui consacrer lui-même dans les Mémoires de l’Académie de Berlin, Frédéric a tracé de lui ce portrait flatteur : « Jordan était né avec un esprit vif, pénétrant et en même temps capable d’application ; sa mémoire était vaste et contenait, comme dans un dépôt, le choix de ce que les bons écrivains dans tous les siècles ont produit de plus exquis. Son jugement était sûr, et son imagination brillante ; elle était toujours arrêtée par le frein de la raison ; sans écart dans ses saillies, sans sécheresse dans sa morale, retenu dans ses opinions, ouvert dans ses discours, plein d’urbanité et de bienfaisance, généreux, serviable, bon citoyen, fidèle à ses amis, à son maitre et à sa patrie. »
Outre les ouvrages mentionnés ci-dessous, on trouve également de Jordan quelques lettres dans divers recueils littéraires. Celles qu’il adressa à Frédéric le Grand ont été insérées dans les Œuvres posthumes de ce prince. Enfin, la Bibliothèque de Berlin possède quelques-uns de ses ouvrages manuscrits consacrés à des recherches philologiques. Il a également produit des travaux académiques et des articles dans la Bibliothèque germanique.

## Publications
- Disquisitio historico-literaria de Jordano Bruno Nolano, Prenzlau, S.n., 1726 (lire en ligne).
- Recueil de littérature, de philosophie et d’histoire, Amsterdam, François L’Honoré, 1730, 167 p. (lire en ligne).
- Histoire d’un voyage littéraire fait en 1733 en France, en Angleterre et en Hollande : avec une Lettre fort curieuse concernant les prétendus miracles de l’abbé Paris et les convulsions risibles du chevalier Folard, La Haye, Adrien Moetjens, 1735, 204 p., in-12 (lire en ligne)Prétendue nouv. édit., Ibid., 1736, avec un Discours préliminaire par La Croze.
- Histoire de la vie et des ouvrages de Mr. La Croze, avec des remarques de cet auteur sur divers sujets, Amsterdam, François Changuion, 1741, 337 p., 2 part. in-8° (lire en ligne).

## Sources
- (de) Jens Häseler, Ein Wanderer zwischen den Welten : Charles Etienne Jordan (1700-1745), Sigmaringen, Jan Thorbecke Verlag, 1993, 167 p. (ISBN 978-3-79957-328-3, lire en ligne).
- Eugène Haag, Émile Haag, La France protestante : ou, Vies des protestants français qui se sont fait un nom dans l'histoire depuis les premiers temps de la Réformation jusqu’à la reconnaissance du principe de la liberté des cultes par l’Assemblée Nationale, t. 6, Paris, Joël Cherbuliez, 1856, 572 p. (lire en ligne), p. 85-7.
- (de) Theodor Hirsch, « Jordan, Charles Etienne », dans Allgemeine Deutsche Biographie (ADB), vol. 14, Leipzig, Duncker & Humblot, 1881, p. 504-506
- Gustav von Jordan, Louis von Jordan: Chronik der Familie Jordan. Berlin 1902
- (de) Gerhard Knoll, « Jordan, Charles Etienne », dans Neue Deutsche Biographie (NDB), vol. 10, Berlin, Duncker & Humblot, 1974, p. 599–600 (original numérisé).